# Isla Phillimore
La isla Phillimore (en inglés: Phillimore Island)' (en inglés: Middle Island) es una de las islas Malvinas, que según la Organización de las Naciones Unidas (ONU), está en litigio de soberanía entre el Reino Unido, quien la administra como parte del territorio británico de ultramar de las Malvinas, y la Argentina, quien reclama su devolución, y la integra en el departamento Islas del Atlántico Sur de la provincia de Tierra del Fuego, Antártida e Islas del Atlántico Sur.
Esta isla se encuentra en el sector este de la isla Soledad, en la entrada del seno Choiseul, al sur de la isla del Medio y al norte de la bahía Cachiyuyo de la isla Bougainville.